# Évangéliaire de Hitda
Le Codex Hitda est un évangéliaire enluminé réalisé à Cologne en Allemagne vers 1000-1020 et commandé par Hitda, abbesse du couvent de chanoinesses de Meschede (de). Il est actuellement conservé à la Universitäts- und Landesbibliothek Darmstadt (de).

## Historique
Le manuscrit a été commandé par l'abbesse Hitda pour son monastère de chanoinesses situé à Meschede en Allemagne. Il a été réalisé par le scriptorium de Cologne dont il est une des œuvres les plus célèbres. Resté au sein du monastère jusqu'à sa suppression en 1803, il est ensuite transféré à  la bibliothèque d'État de Darmstadt.

## Description
Le manuscrit contient 22 miniatures en pleine page.

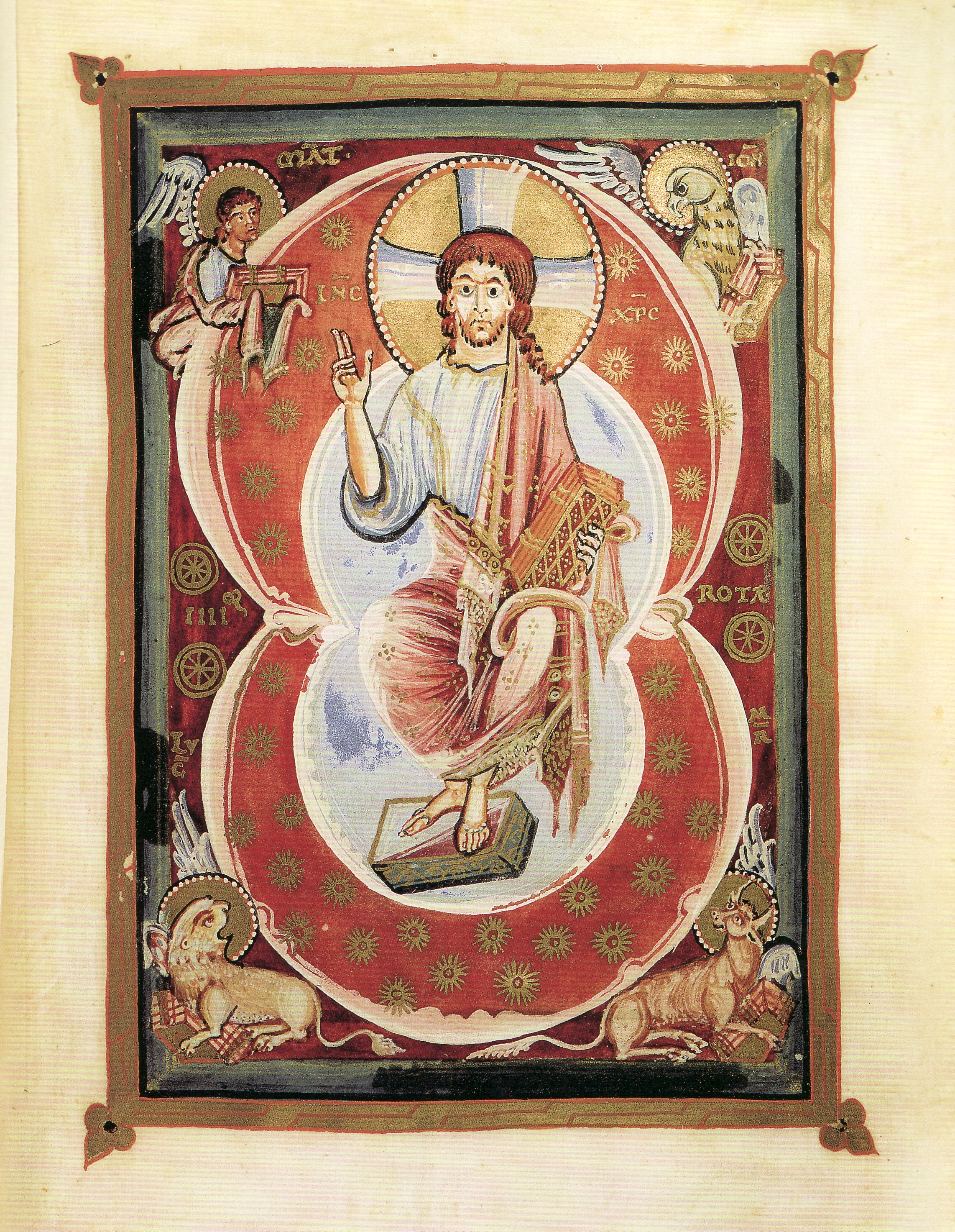
Christ en gloire, f.7r
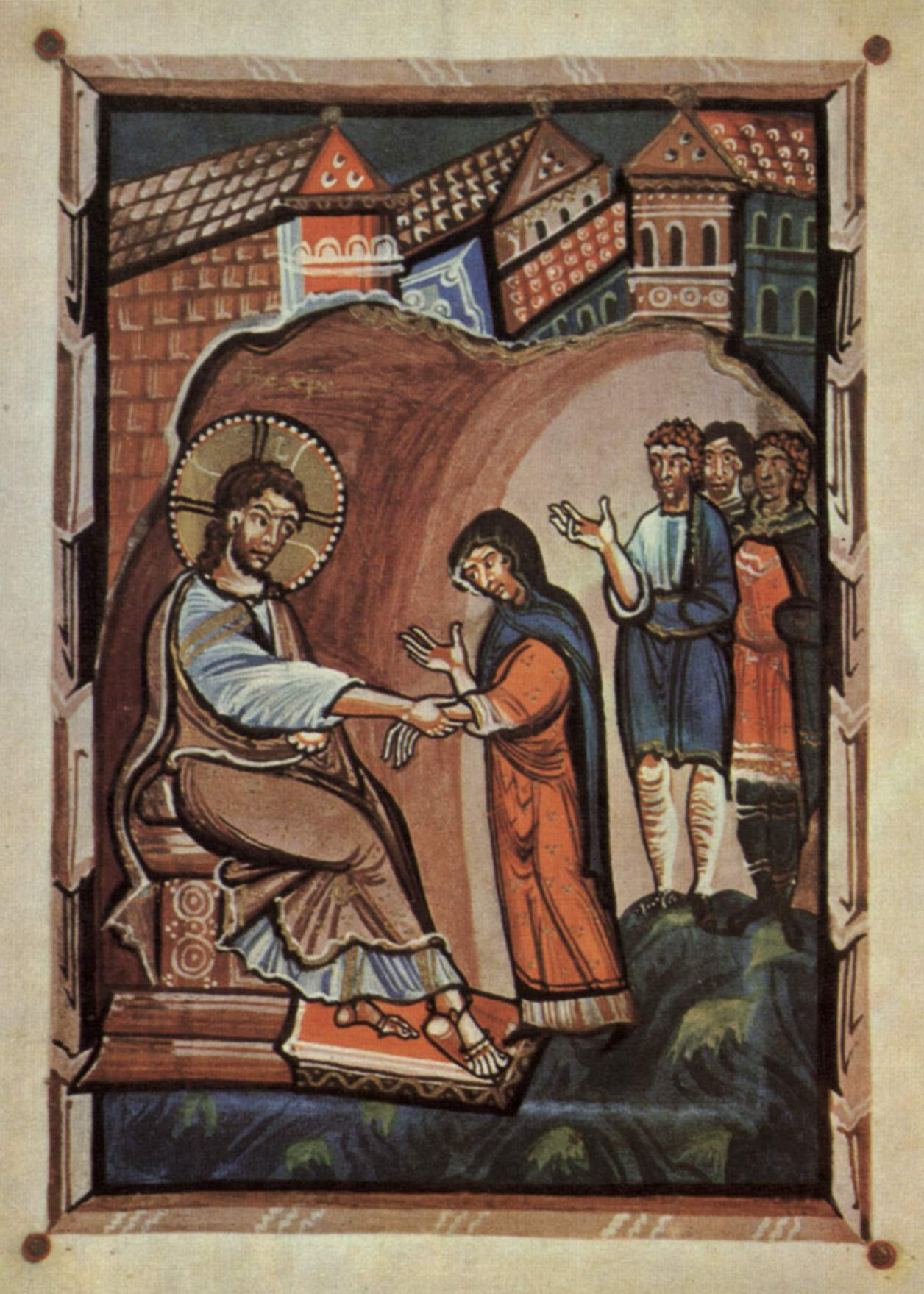
Jésus et la belle-mère de saint Pierre, f.77.
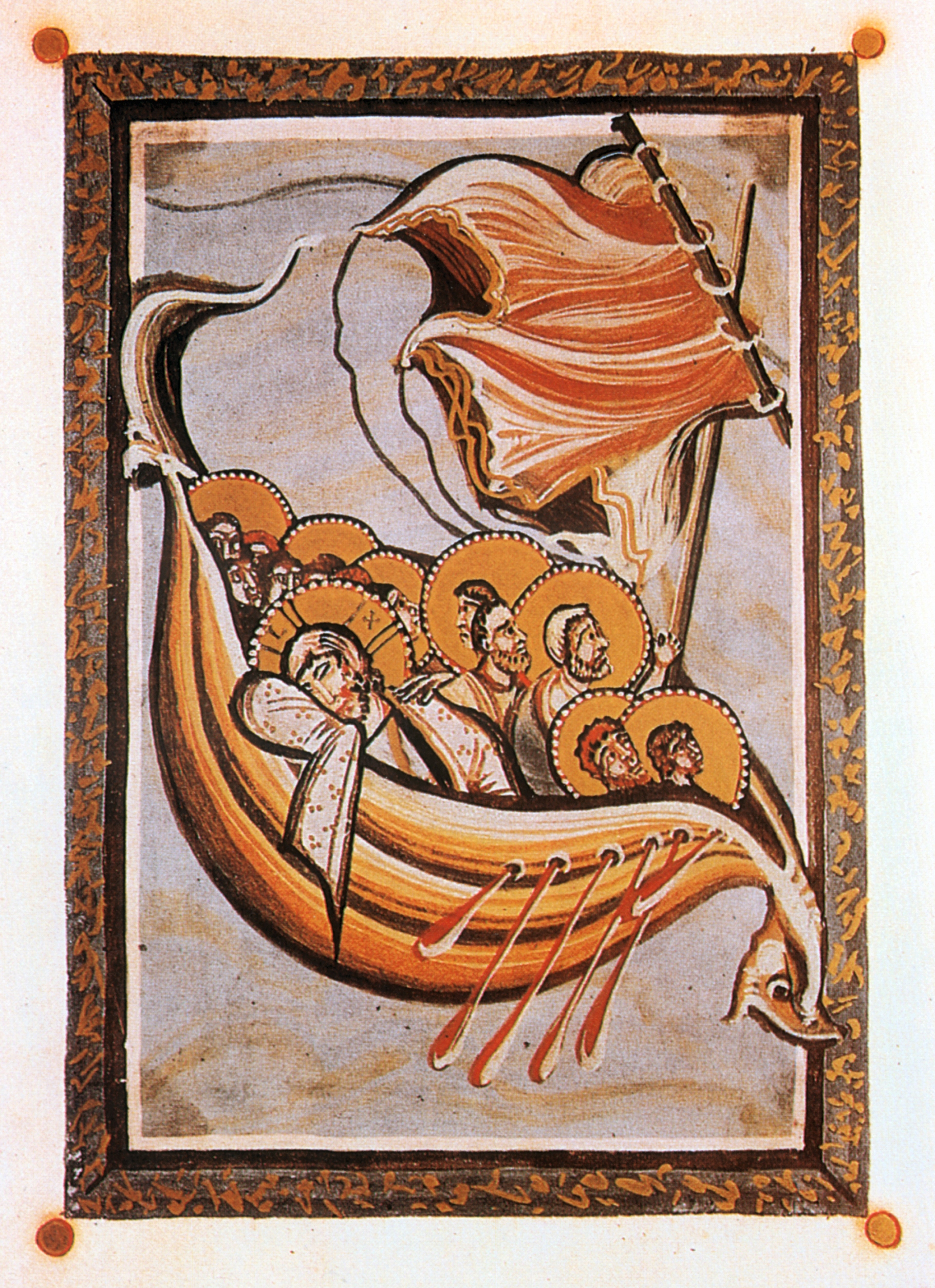
La tempête en mer, f.117r